# Seestraße 6 (Utting am Ammersee)

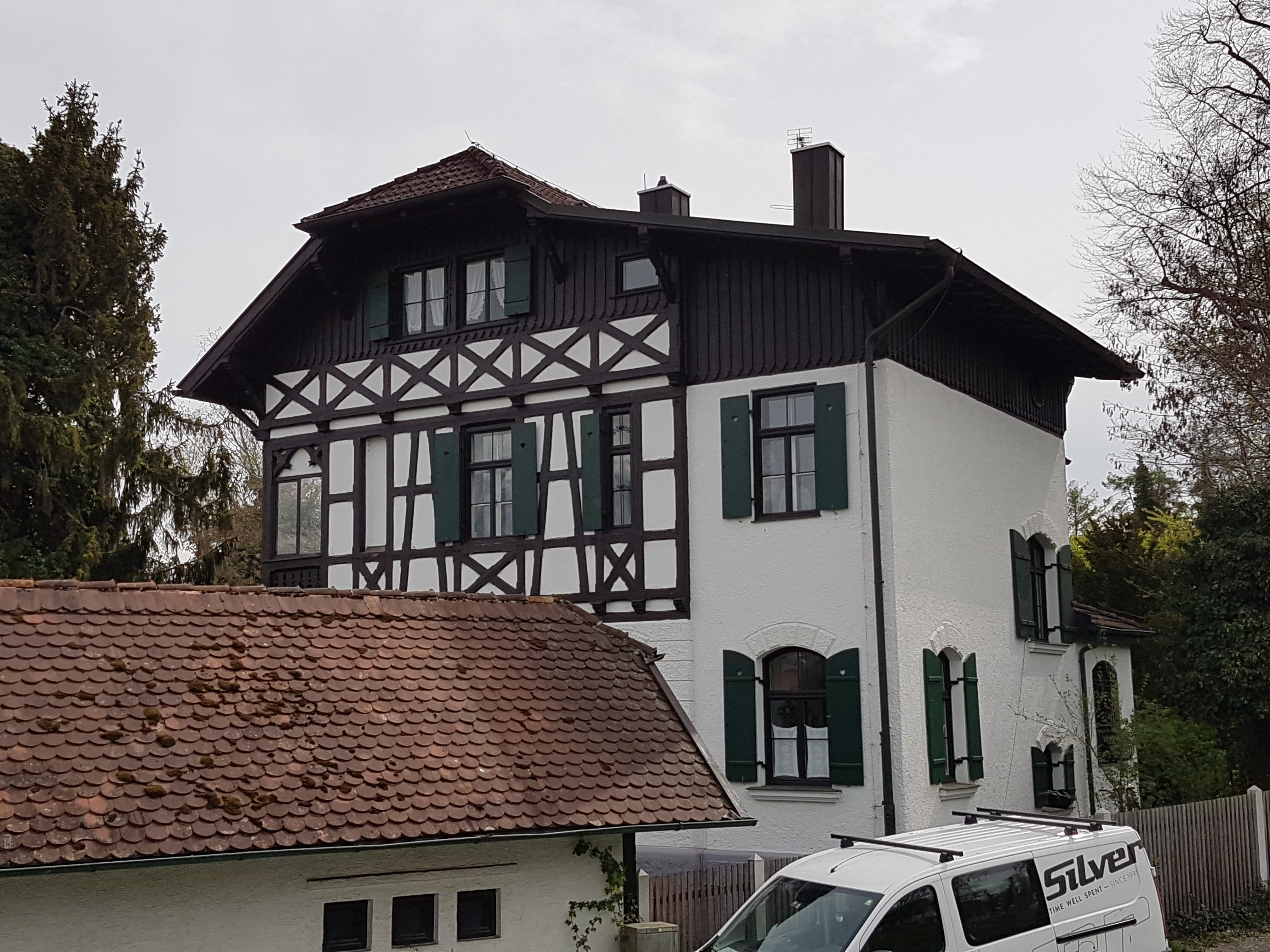
Landhaus Seestraße 6, Eingangsseite

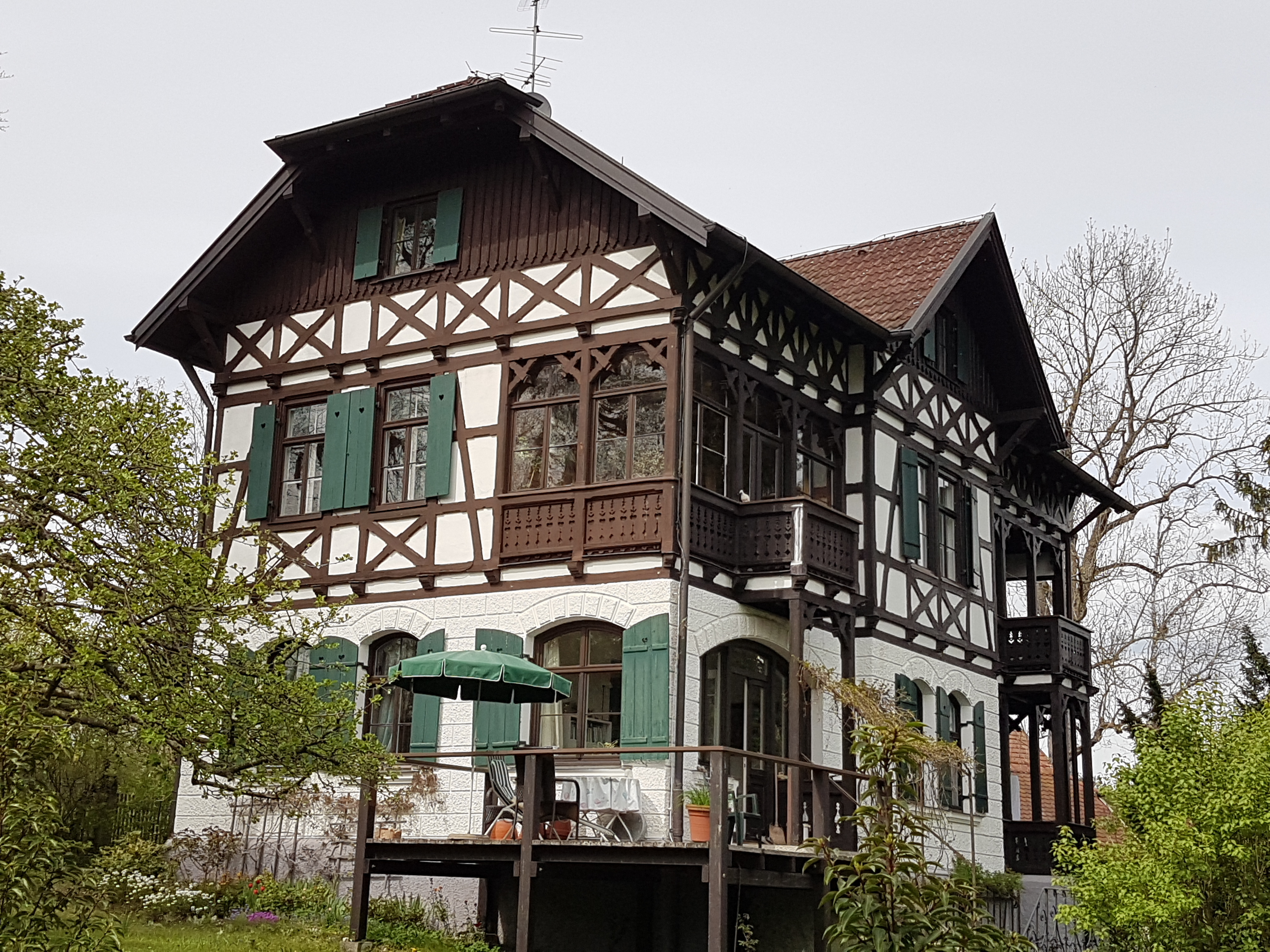
Gartenseite des Landhauses

Das Landhaus in der Seestraße 6 im oberbayerischen Utting am Ammersee (Landkreis Landsberg am Lech) ist ein malerischer Fachwerkbau von 1894. Das Gebäude steht unter Denkmalschutz (Aktennummer: D-1-81-144-17).

## Beschreibung
Eine dem Kloster Andechs gehörende Sölde, die sich an dieser Stelle befand, wurde 1880 abgebrochen. 1894 kam das Grundstück in den Besitz des Augsburger Brauereischuldirektors Emil Leyser, dieser ließ sich von Carl Abel das villenartige Fachwerklandhaus errichten. Der zweigeschossige, leicht winkelförmige Bau besitzt ein zum Teil bossiertes Erdgeschoss und an den Schmalseiten ein Schopfwalmdach, das Obergeschoss mit Kniestock ist mit Fachwerk versehen. Am Südeck und an der Nordostseite besitzt das Landhaus Loggien mit vorspringenden Balkonen, die südliche ist mit verglastem Fachwerk geschlossen. An der Gartenseite befindet sich ein mit einem Satteldach versehener Mittelrisalit. Die Giebelfelder sowie der straßenseitige Kniestock sind verbreitert. Vor der nordöstlichen Eingangsseite befindet sich ein zurückhaltend gleichgestalteter Garagenbau.